# Kreisstraße M 3
Die Kreisstraße M 3 ist eine rund 5,8 Kilometer lange Verbindungsstraße im nördlichen Landkreis München. Sie beginnt am Föhringer Ring an der Gemeindegrenze von Unterföhring zu München und mündet in Aschheim in die Bundesstraße 471.

## Verlauf und Erschließungsfunktionen
Die Kreisstraße ist in ihrem gesamten Verlauf zweispurig und wird nahe der Basispyramide am Übergang von Effnerstraße und Föhringer Ring höhenfrei aus dem Äußeren Münchner Ring ausgeführt. Sie erschließt zunächst die Hauptzufahrt zum Heizkraftwerk München Nord und überquert die Bahnstrecke München Ost–München Flughafen. Im weiteren Verlauf zweigen von ihr die Zufahrten zum Gewerbegebiet Unterföhring mit dem Hauptsitz der ProSiebenSat.1 Media und zum Naherholungsgebiet Feringasee ab. Kurz vor der Zusammenführung mit der Bundesstraße 471 liegt die Anschlussstelle Aschheim/Ismaning des Autobahnrings A 99 seit 2015 an der M 3.

## Geschichte
Mit der Verlegung des Flughafens München war absehbar, dass bei Überlastung der Bundesautobahn 9 nördlich von München die parallel zur Autobahn führende Staatsstraße 2053 als Ausweichstrecke zum Flughafen benutzt würde und für deren Ortsdurchfahrten in Unterföhring und Ismaning starke Zusatzbelastungen zu erwarten waren. Die Kreisstraße M 3 wurde deshalb Anfang der 1990er Jahre erbaut, um eine Umgehungsverbindung zwischen dem Münchner Norden und der B 471 zu schaffen, die – nach späterem Ausbau der weiteren Straßen – über Teilstücke der B 388 und der B 301 eine westliche Isarparallele zur Flughafenerschließung bildet. Die Trasse der M 3 wurde südlich des Mittlere-Isar-Kanal durch Landwirtschaftsflächen ohne nahegelegene Wohngebiete geführt.
An der M 3 ist seit 1992 eine von sechs Dauerzählstellen an Kreisstraßen im Landkreis München eingerichtet. Sie wies bis 2011 folgende durchschnittliche tägliche Verkehrsbelastung (DTV) aus:
| - 1992: 3376 - 1993: 5848 - 1994: 7298 - 1995: 7857 - 1996: 8415 - 1997: 9263 - 1998: 9952 | - 1999: 10441 - 2000: 11016 - 2001: 11064 - 2002: 11252 - 2003: 11437 - 2004: 11755 - 2005: 11452 | - 2006: 10602 - 2007: 10886 - 2008: 11099 - 2009: 11380 - 2010: 10784 - 2011: 10934 |

Die Verknüpfung mit der B 471 wurde zunächst als höhengleiche, ampelgeregelte T-Kreuzung eingerichtet, die sich wenige hundert Meter nördlich der ebenfalls an der B 471 liegenden Anschlussstelle Aschheim/Ismaning der A 99 befand. Aus Fahrtrichtung Südost bot sie die streckenkürzeste Verbindung vom Autobahnring in die nördlichen Münchner Stadtteile. Bei hoher Verkehrsbelastung wurde die Kapazität der Kreuzung B 471 – M 3 häufig überschritten, dies führte besonders in der Morgenspitze mit rund 1300 pro Stunde ausfahrenden Fahrzeugen zu Rückstaus bis hin in die Verzögerungsspur und den Standstreifen. Weil in diesen Phasen auch die 2001 auf der A 99 eingerichtete Standstreifenfreigabe deaktiviert werden musste, verringerte sich durch die Kreuzungssituation die Kapazität des gesamten Autobahnteilstücks in Fahrtrichtung Nürnberg.

### Neubau der Anschlussstelle zur A99

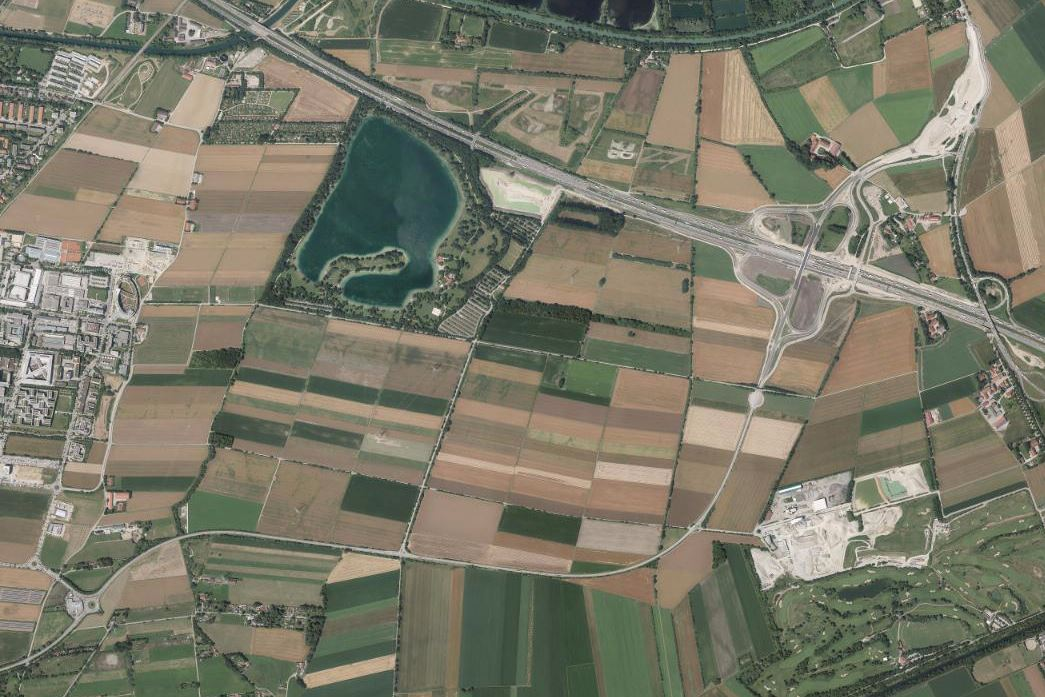
Kreisstraße M 3 mit der Anschlussstelle Aschheim/Ismaning der Bundesautobahn 99 in der Bauphase um 2014.

Ab 2008 untersuchte die Staatliche Straßenbauverwaltung Varianten für eine leistungsfähigere Verknüpfung von M 3, B 471 und A 99. Schließlich wurde entschieden, die Anschlussstelle komplett von der B 471 an die M 3 zu verlegen und als Vollkleeblatt neu zu errichten, die Einmündung der M 3 in die B 471 zu einem Kreisverkehr umzubauen und den Hauptverkehr von der M 3 zur B 471 nach Norden und umgekehrt mit einer Brücke über den Kreisverkehr zu führen. Die Kosten wurden 2008 auf rund 25 Millionen Euro geschätzt. Die Planungen wurden ab 2012 umgesetzt und die neue Anschlussstelle am 16. Oktober 2015 für den Verkehr freigegeben. Die erheblichen Kostensteigerungen auf schließlich 44,4 Millionen Euro führten zu Kritik im Kreistag des Landkreises München, der 18 Prozent der Baukosten zu tragen hatte.

### Ausbau des Kreisverkehrs in Unterföhring
Mit der erhöhten Kapazität der östlichen Anbindung der M 3 wurde der Kreisverkehr mit der Zufahrt zum Unterföhringer Gewerbegebiet zum neuen Engpass im Verlauf der Kreisstraße. Um dessen Überlastung im morgendlichen Berufsverkehr zu mindern, beschloss der Unterföhringer Gemeinderat im Oktober 2015 einen Ausbau mit zwei Bypass-Spuren.